# 日野哲也
日野 哲也（ひの てつや、1930年3月16日 - 2024年6月23日）は、日本の経営者。ノリタケカンパニーリミテド社長を務めた。東京都出身。

## 経歴
1951年に慶應義塾大学経済学部を卒業し、同年に日本陶器(のちのノリタケカンパニーリミテド)に入社。1977年2月に取締役に就任し、常務、専務を経て、1989年6月に副社長に就任し、1993年6月には社長に昇格した。1999年6月に会長に就任し、2002年6月から相談役を務めた。
2001年6月から2005年6月まで中部生産性本部会長を務めた。
2024年6月23日に老衰のために死去。94歳没。